# 한국식품과학회
한국식품과학회(Korean Society of Food Science and Technology, 약칭 KoSFoST)는 식품과학에 관한 이론과 기술 연구 그리고 그 응용을 촉진, 보급시키며 나아가 학술과 산업을 연계시킴을 목적으로 1968년 6월 1일 설립된 대한민국 농림축산식품부 소관의 사단법인이다. 사무실은 서울특별시 강남구 테헤란로 7길 22, 한국과학기술회관 신관 620호에 있다.

## 주요 사업
- 학술 발표회와 토론회 개최
- 학술지, 기술정보지와 도서 간행
- 식품에 관한 지식 보급과 정보 교환
- 학술 연구 장려와 표창
- 학계와 산업계의 유대 강화
- 회원끼리의 친목 도모
- 사업 수행에 필요한 경비 충당을 위한 사업
- 그 밖에 본 학회의 목적 달성을 위해 필요한 사업

## 분과 및 지부
- 유지분과
- 식품공학분과
- 식품안전분과
- 감각·소비자과학분과
- 식품분석분과
- 식품첨가물분과
- 식품포장분과
- 탄수화물분과
- 건강기능식품분과
- 수산식품분과
- 제품개발분과
- 대두가공이용분과
- 식품정책및법규분과
- 식품미생물분과
- 식품서비스산업분과
- 축산식품분과
- 양조분과
- 식품생물공학분과
- 전통발효식품분과